# Sorciers et Magie
Sorciers et Magie (titre original : The Book of Magic) est une anthologie composée de dix-sept nouvelles dans le genre sword and sorcery rassemblées par Gardner R. Dozois. Elle est parue le 16 octobre 2018 aux éditions Bantam Spectra, puis elle a été traduite en français et publié aux éditions Pygmalion en 2020.
Sorciers et Magie a obtenu le prix Locus de la meilleure anthologie 2019.

## Contenu
- Le Retour du porc, 2020 ((en) The Return of the Pig, 2018), par K. J. Parker
- Travail d'intérêt général, 2020 ((en) Community Service, 2018), par Megan Lindholm
- Le Silex et le Miroir, 2020 ((en) Flint and Mirror, 2018), par John Crowley
- Les Amis de Masquelayne l'Incomparable, 2020 ((en) The Friends of Masquelayne the Incomparable, 2018), par Matthew Hughes
- Biographie d'une terreur bondissante, chapitre II : Jack Talons-à-ressorts amoureux, 2020 ((en) The Biography of a Bouncing Boy Terror, Chapter II: Jumping Jack in Love, 2018), par Ysabeau S. Wilce (en)
- Chant de feu, 2020 ((en) Song of Fire, 2018), par Rachel Pollack
- Loft le Sorcier, 2020 ((en) Loft the Sorcerer, 2018), par Eleanor Arnason
- Le Régulateur, 2020 ((en) The Governor, 2018), par Tim Powers
- Comète rasante, 2020 ((en) Sungrazer, 2018), par Liz Williams (en)
- Le Bâton dans la pierre, 2020 ((en) The Staff in the Stone, 2018), par Garth Nix
- Pas de ma fabrication, 2020 ((en) No Work of Mine, 2018), par Elizabeth Bear
- La Faiseuse de veuves, 2020 ((en) Widow Maker, 2018), par Lavie Tidhar
- Le Loup et la Manticore, 2020 ((en) The Wolf and the Manticore, 2018), par Greg van Eekhout (en)
- Une nuit dans la Maison du Lac, 2020 ((en) A Night at the Tarn House, 2009), par George R. R. Martin
- Le Machin du Diable, 2020 ((en) The Devil's Whatever, 2018), par Andy Duncan
- Éclosion, 2020 ((en) Bloom, 2018), par Kate Elliott
- Le Chute et le Triomphe de la maison Malkuril le Magicien, 2020 ((en) The Fall and Rise of the House of the Wizard Malkuril, 2018), par Scott Lynch

## Éditions
- The Book of Magic, Bantam Spectra, 16 octobre 2018, 556 p.,  (ISBN 978-0-399-59378-9)
- Sorciers et Magie, Pygmalion, 21 octobre 2020, trad. Arnaud Mousnier-Lompré, 640 p.  (ISBN 978-2-7564-3030-0)
- Sorciers et Magie, J'ai lu, coll. « Science-fiction », 12 avril 2023, trad. Arnaud Mousnier-Lompré, 736 p.  (ISBN 978-2-290-26120-0)